# MTV Music 24
MTV Music 24 (também chamada de MTV Music) foi um canal de televisão musical pan-europeu operado pela ViacomCBS Networks EMEAA. O canal estava disponível em vários países da Europa. A programação consistiu em videoclipes ininterruptos 24 horas por dia. O canal foi lançado na Holanda e na Bélgica em 2011. Desde então, o canal foi lançado em muitas partes da Europa, incluindo a Alemanha, e na África do Sul. Em março de 2020, o canal foi lançado na Polônia, substituindo a versão da MTV Music Polska.

## História
Durante 2011 a MTV Benelux deixaria a TMF Nederland na Holanda, sendo substituída por canais temáticos da marca MTV. A transmissão do canal terminou em 01 de setembro de 2011, com seus canais digitais sendo finalizados em 31 de dezembro de 2011. VJs da TMF foram transferidos para a MTV Holanda. Em 1 de setembro de 2011, um canal de música ininterrupto foi introduzido sob o nome de MTV Music 24.

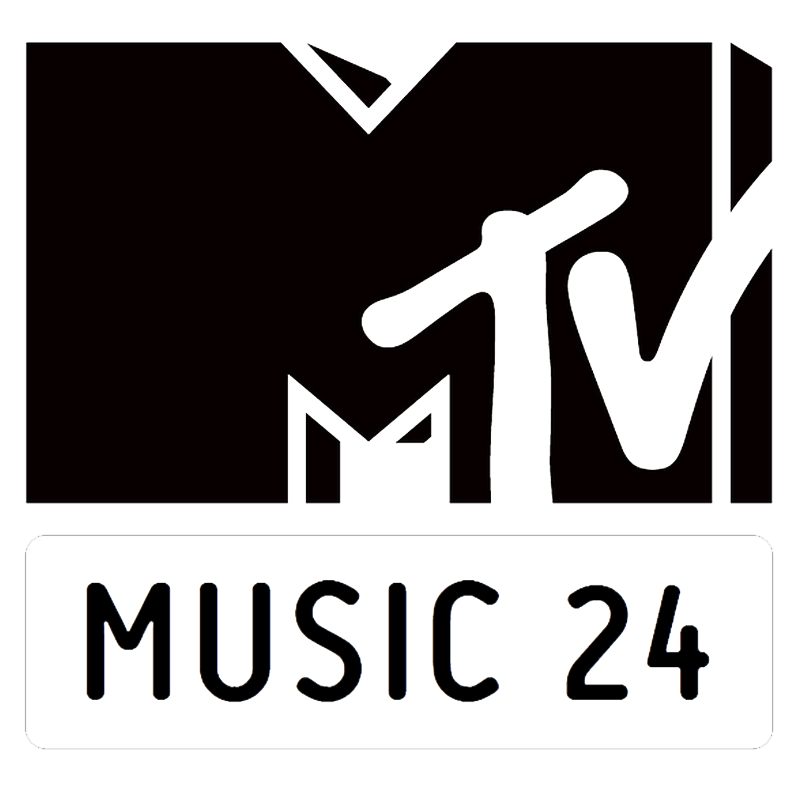
Logotipo usado de 2011 a 2013.

Em março de 2019, o MTV Music 24 passou a transmitir na África do Sul, substituindo o VH1 Classic Europe. Em 3 de março de 2020 substituiu o MTV Music na Polônia.
A MTV Music 24 foi substituída pela MTV 90s na Holanda em 26 de maio de 2021. Em 1 de junho de 2021, o canal foi substituído pelo NickMusic na Europa Central, países de língua alemã e Espanha e na África do Sul por MTV Hits, fechando em todas as regiões. O último videoclipe a ser veiculado no canal foi Your Love (9PM) de ATB x Topic x A7S.

## Programação
- A-List Playlist: Música ininterrupta 24 horas por dia, 7 dias por semana. A lista de reprodução inclui os maiores sucessos dos últimos meses de diferentes gêneros.
- Euro Top Chart

## Disponibilidade
O canal estava disponível em países da Europa e África Subsaariana (principalmente África do Sul).